# Albizia boivinii
Albizia boivinii là một loài thực vật có hoa trong họ Đậu. Loài này được E.Fourn. miêu tả khoa học đầu tiên.